# Niva (rijeka)
Niva (rus. Нива, sjev. lap. Njavejohka) je rijeka u Murmanskoj oblasti u Rusiji. Duga je 36 km, s površinom porječja od 12830 km2. Niva izvire iz jezera Imandra i ulijeva se u Kandalakški zaljev Bijelog mora. Grad Kandalakša nalazi se u estuariju rijeke Nive.
Njegova maksimalna dubina je 7.3 m.
Između 1936. i 1954. na Nivi su izgrađene tri hidroelektrane. Ukupni kapacitet je 240 MW, a godišnja proizvodnja energije 1390 GWh.

## Vanjske poveznice
|  | Zajednički poslužitelj ima još gradiva o temi Niva (rijeka) |